# Batrachorhina vulpina
Batrachorhina vulpina là một loài bọ cánh cứng trong họ Cerambycidae.